# Notkompetenz (Rettungsdienst)
Die Notkompetenz (des Rettungsassistenten) ist ein Schlagwort in der deutschen Rettungsdienstausbildung, um die Rechtfertigungsgründe des rechtfertigenden Notstandes und der mutmaßlichen Einwilligung, ferner den Straftatbestand der unterlassenen Hilfeleistung sowie die Garantenpflicht (im Zusammenhang mit Unterlassungsdelikten) laienverständlich zu vermitteln. Der Begriff wurde 1992 von der Bundesärztekammer in einem Schreiben aufgegriffen, das Rettungsassistenten die Durchführung bestimmter ärztlicher Maßnahmen empfahl, wenn notärztliche Hilfe am Notfallort nicht rechtzeitig zur Verfügung steht. Rechtlich ist diese Empfehlung, auch weil sie die komplexe Rechtslage weitestgehend vereinfacht, bedeutungslos geblieben. In der Praxis wird sie jedoch meist befolgt. Rechtsprechung zur Frage der Notkompetenz selbst existiert nicht.
Ein Ansatz zur Überführung der „Notkompetenz“ in eine Regelkompetenz besteht seit 2014 in Form des § 4 NotSanG. Anders als im § 3 RettAssG wurden hier erstmals konkrete Ausbildungsziele durch den Gesetzgeber definiert. 

## Empfehlung der Bundesärztekammer
Die Bundesärztekammer empfahl Rettungsassistenten
- die Endotracheale Intubation ohne Relaxierung,
- das Legen von peripheren venösen Zugängen bzw. intraossären Zugängen,
- die Gabe von kristalloiden Lösungen
- Frühdefibrillation (mit Halbautomaten)
- sowie das Verabreichen von ausgewählten Medikamenten[1]

zu gestatten, jedoch nur soweit
- eine minderinvasive Maßnahme bereits gescheitert oder nicht erfolgversprechend ist,
- ärztliche Hilfe nicht rechtzeitig verfügbar ist,
- die Maßnahme zur Lebenserhaltung oder Abwendung schwerer gesundheitlicher Schäden dringend erforderlich und zumutbar ist, um Gefahren für das Leben oder die Gesundheit des Patienten abzuwenden, und[2]
- der Rettungsassistent diese Maßnahmen erlernt hat und diese beherrscht.

Soweit der Patient bei Bewusstsein und einwilligungsfähig ist, muss er darauf hingewiesen werden, dass der Behandelnde kein Arzt ist. Gegen seinen Willen dürfen dann keine Maßnahmen getroffen werden.

## Andere Stellungnahmen
Neben der Bundesärztekammer haben auch andere Gremien Stellung zur Frage der Notkompetenz bezogen, die auch Rettungssanitätern oder gar „allen hinreichend qualifizierten Personen“ (theoretisch also auch Rettungshelfern und Sanitätern mit entsprechendem Kenntnisstand) die Ausübung solcher Notkompetenzmaßnahmen erlauben wollen. Da die Ausbildung zum Rettungssanitäter jedoch deutlich kürzer ist als die Ausbildung zum Rettungsassistenten, sollen für Rettungssanitäter deutlich weniger ärztliche Maßnahmen als Notkompetenzmaßnahmen in Betracht kommen als für Rettungsassistenten. Ausnahmen sollen im Einzelfall bei langjährig in der Notfallrettung tätigen und überdurchschnittlich fortgebildeten Rettungssanitätern bestehen, dies sei jedoch im Einzelfall zu überprüfen.

## Gesetzliche Regelungsansätze
Der § 4 NotSanG enthält Ausbildungsziele für die Ausbildung zum Notfallsanitäter. Diese wurden im Gegensatz zum RettAssG präziser und umfassender ausgeführt und enthielten erstmals auch das Ziel, heilkundliche Maßnahmen eigenverantwortlich durchführen zu können (siehe § 4 (2) Nr. 1c). Bemängelt wurde dabei, dass der Bundesgesetzgeber an dieser Stelle keine regelhafte Kompetenz, sondern ein Ausbildungsziel formuliert hatte. Obwohl es sich beim Notfallsanitätergesetz um ein Berufsgesetz handelt und dieses demnach sowohl Ausbildung als auch Berufsausübung regelt, wurde die Formulierung zunächst nicht mit einer Ausnahme vom Heilkundevorbehalt (siehe § 1 HeilPrG) in Verbindung gebracht.
Durch Einführung des § 2a NotSanG am 4. März 2021 wurde durch den Bundesgesetzgeber bekräftigt, dass Notfallsanitäterinnen und Notfallsanitätern sehr wohl die eigenverantwortliche Durchführung heilkundlicher Maßnahmen zugesprochen wird, sofern diese Maßnahmen erlernt wurden, beherrscht werden und diese zur Abwendung von Lebensgefahr oder wesentlichen Folgeschäden erforderlich sind. Das Tätigwerden im Rahmen eines rechtfertigenden Notstandes (§ 34 StGB) wie unter Zeiten des RettAssG ist damit weitestgehend obsolet geworden.

In einem Beschluss des VGH München vom 21. April 2021 wurde die Zusprache dieser Kompetenz nochmals unterstrichen;
"§ 2a NotSanG erlaubt Notfallsanitäterinnen und Notfallsanitätern entsprechend der bereits bisher praeter legem geltenden Rechtslage nunmehr auch ausdrücklich die situationsabhängige Ausübung heilkundlicher Tätigkeiten und enthält insoweit eine Ausnahme vom Heilpraktikergesetz [...]"